# Comuna de Czernikowo
Czernikowo (polaco: Gmina Czernikowo) é uma gminy (comuna) na Polónia, na voivodia de Cujávia-Pomerânia e no condado de Toruński. A sede do condado é a cidade de Czernikowo.
De acordo com os censos de 2005, a comuna tem 8595 habitantes, com uma densidade 48,8 hab/km².

## Área
Estende-se por uma área de 169,37 km², incluindo:
- área agricola: 46%
- área florestal: 44%

## Demografia
Dados de 30 de Junho 2004:
|                      | Total   | Total | Mulheres | Mulheres | Homens  | Homens |
| -------------------- | ------- | ----- | -------- | -------- | ------- | ------ |
|                      | pessoas | %     | pessoas  | %        | pessoas | %      |
| População            | 8260    | 100   | 4236     | 51,3     | 4024    | 48,7   |
| Densidade (pop./km²) | 48,8    | 100   | 25       | 25       | 23,8    | 23,8   |

De acordo com dados de 2002, o rendimento médio per capita ascendia a 1461,02 zł.

## Subdivisões
- Czernikowo
- Czernikówko
- Jackowo
- Kiełpiny
- Kijaszkowo
- Liciszewy
- Makowiska
- Mazowsze
- Osówka
- Mazowsze-Parcele
- Pokrzywno
- Skwirynowo
- Steklin
- Steklinek
- Witowąż
- Zimny Zdrój
- Wygoda

## Comunas vizinhas
- Bobrowniki, Ciechocin, Ciechocinek, Kikół, Lipno, Nieszawa, Obrowo, Raciążek, Zbójno